# 신익상
신익상(申翼相, 1634년 ~ 1697년)은 조선의 문신이다. 본관은 고령(高靈). 자는 숙필(叔弼), 호는 성재(醒齋)이다. 숙종 때 우의정을 지냈다.

## 생애
영의정 신숙주의 후손이다. 1660년(현종 1)에 진사시에 합격하고, 1662년 정시문과에 병과로 급제하였다. 설서, 검열, 겸설서, 주서, 봉교를 거쳐 설서, 부교리를 지내고 숙종 때 지평, 이조좌랑, 헌납을 하다 갑인예송으로 파직되었다가 경신환국 이후 복직해 대사간이 되고 곧 대사헌이 되었다. 이후 소론이 되어 부제학, 이조참판을 거쳐 전라도관찰사를 거쳐 부제학을 지내다 대사성이 되고 부제학, 대사헌을 거쳐 평안도관찰사와 부제학, 대사헌, 도승지를 거쳐 이조참판, 대사간, 대사성 등을 거쳐 경기도관찰사와 대사간, 도승지, 부제학을 두루 지내고 강화유수와 예조참판을 하지만 1689년, 기사환국으로 유배를 당했지만 이후 1694년, 갑술환국으로 공조판서로 복직, 우참찬, 좌참찬으로 지경연사를 겸하고 예조판서로 승진, 판의금부사를 거쳐 이조판서가 되고 이후 우의정에 임명되었다. 이후 판중추부사가 되었다가 1697년 병으로 사망했다. 숙종의 총애를 받았다. 시호는 정간(貞簡)이다.

## 가족
- 증조부 : 동지중추부사(同知中樞府事) 신벌(申橃, 1523 ~ 1616)
- 조부 : 신응구(申應榘, 1553 ~ 1623)
- 조모 : 오숙란(吳淑蘭, 1572 ~ ?)[1]
  - 부친 : 신량(申湸, 1596 ~ 1663)
  - 모친 : 성주 이씨 - 지중추부사(知中樞府事) 이경(李坰)의 딸
    - 누나 : 신혜정(申惠貞, 1616 ~ ?)
    - 누나 : 신혜강(申惠姜, 1618 ~ ?)
    - 누나 : 신임강(申壬姜, 1622 ~ ?)
    - 형 : 신필상(申必相, 1626 ~ ?)
    - 누나 : 신필현(申必賢, 1630 ~ ?)
    - 누나 : 신창현(申昌賢, 1633 ~ ?)
    - 남동생 : 신우상(申遇相, 1636 ~ ?)

  - 장인 : 박철(朴徹, 1585 ~ 1656)
  - 장모 : 이정일(李靜一, 1585 ~ ?)
    - 부인 : 박오임(朴五任, 1631 ~ ?) 
      - 장남 : 신숙(申潚, 1658 ~ 1713)
      - 차남 : 신제(申濟)
      - 장녀 : 청주 한씨 한세기(韓世箕)의 처
      - 차녀 : 전주 이씨 이한종(李漢宗)의 처

1. ↑  오희문의 장녀로, 오윤겸의 여동생.